# Alan Mozo
Alan Mozo Rodríguez (* 5. April 1997 in Mexiko-Stadt) ist ein mexikanischer Fußballspieler. Der rechte Außenverteidiger ist seit Oktober 2019 mexikanischer Nationalspieler.

## Karriere

### Verein
Als lebenslanger Anhänger der UNAM Pumas entstammt der in Mexiko-Stadt geborene Alan Mozo selbst der Nachwuchsabteilung der Universitarios, wo er zur Saison 2017/18 in die erste Mannschaft aufrückte. Am 3. September 2017 debütierte er beim 1:0-Pokalsieg gegen den Celaya FC. In den nächsten Monaten wurde er sporadisch eingesetzt, bestritt in dieser Spielzeit 14 Pflichtspiele und war hauptsächlich Ersatz auf der Position des rechten Außenverteidigers. Am 29. Juli 2018 (2. Spieltag der Apertura) erzielte er beim 5:3-Heimsieg gegen den Club Necaxa sein erstes Saisontor. In dieser Spielzeit 2018/19 etablierte er sich als Stammspieler in der Verteidigung von Cheftrainer David Patiño und absolvierte insgesamt 38 Pflichtspiele, in denen ihm ein Tor und fünf Vorlagen gelangen. In der aufgrund der COVID-19-Pandemie verkürzten Saison 2019/20 kam er in 27 Ligaspielen zum Einsatz.
Seit der Saison 2022/23 steht Mozo bei Deportivo Guadalajara unter Vertrag.

### Nationalmannschaft
Im Juni 2019 absolvierte Alan Mozo vier Länderspiele für die mexikanische U22-Nationalmannschaft, in denen er zwei Torvorlagen beisteuern konnte.
Am 3. Oktober 2019 debütierte Mozo beim 2:0-Testspielsieg gegen Trinidad und Tobago für die mexikanische A-Nationalmannschaft.